# Alga Soligo Malfatti

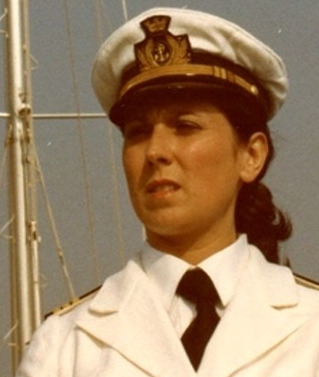
Alga Soligo

Alga Soligo Malfatti (Somma Lombardo, 18 gennaio 1951 - Golfo di Biscaglia, 14 gennaio 1984) è stata un capitano di lungo corso. Prima donna italiana imbarcata come ufficiale di coperta su una motonave della Marina mercantile italiana. 

## Biografia
Studia fino alla licenza media a Somma Lombarda e a Padova, poi frequenta l'Istituto tecnico nautico Sebastiano Venier di Venezia dove nel 1970 consegue il titolo professionale di Allievo Capitano di Lungo Corso. Richiede ripetutamente l'imbarco per il tirocinio senza successo a causa dell'allora contesto sociale e culturale non favorevole all'ingresso delle donne nella carriera navale. Si rivolge perciò direttamente al Ministero della Marina Mercantile denunciando l'assurda situazione in cui si trovava:  aveva conseguito un diploma e non poteva metterlo a frutto in alcun modo. Solo grazie all'intervento del Ministro nel 1971 riesce ad ottenere il primo imbarco da tirocinante.

## Attività professionale
Inizia la sua attività come Allievo ufficiale di coperta sulla nave passeggeri di linea “Ausonia” della Compagnia Adriatica di Navigazione di Venezia. Negli anni successivi ottiene altri imbarchi su diverse navi: inizialmente come Terzo Ufficiale, poi come Secondo e infine come Primo Ufficiale di coperta, per arrivare nel 1978 alla qualifica di Capitano di lungo corso, lavorando sempre su navi mercantili. Lei stessa diceva di prediligere i viaggi sulle navi da carico, dove si poteva godere di un maggior affiatamento con i colleghi e trascorrere, quando liberi da impegni, “piacevoli ore di conversazioni, di sfoghi, di canti”.  La vita rude della marina mercantile non le fa perdere la femminilità e, come racconta in un’intervista a una rivista olandese, si lava i capelli per l’ennesima volta, per liberarli dalla polvere di fosfato, dopo un'ispezione ai doppi fondi della nave, oppure prepara pacchettini regalo perché il Natale a bordo assomigli a quello di casa. 

Sulla motocisterna “Jole Fassio” conosce nel 1973 il Secondo ufficiale Luigi Specchi, che sposerà il 21 luglio dello stesso anno. Da allora in poi navigheranno sempre insieme.
Nel 1976 da Padova si sposta con la famiglia a Viareggio e trasferisce l'iscrizione al registro della Gente di mare dal compartimento marittimo di Venezia a quello di La Spezia.
Il 13 settembre 1983 si imbarca per il suo ultimo viaggio sulla motonave “Tito Campanella”, di cui ha il comando il marito Luigi Specchi. La nave farà naufragio nel Golfo di Biscaglia, presumibilmente il 14 gennaio 1984; Alga perde la vita insieme al marito e agli altri 22 membri dell’equipaggio.

## Il naufragio
Nel gennaio 1984, la nave da carico italiana Tito Campanella, 13.342 tonnellate di stazza lorda, di proprietà della società Alframar di Savona, scompare nelle acque del Golfo di Biscaglia. Muoiono tutti i presenti a bordo: 23 uomini e Alga unica donna, primo ufficiale e moglie del comandante.
La dinamica del naufragio è rimasta oscura. L’ipotesi più accreditata è che a 150 miglia dalla punta nord occidentale della penisola iberica, a causa di una forte tempesta, il carico di oltre 20.000 tonnellate di lamiere di metallo imbarcato nel porto svedese di Oxelösund, si sia spostato sfondando le paratie e causando il veloce affondamento della nave. 
L’ultimo contatto radio che segnalava la posizione e navigazione regolare fu il 13 gennaio. Soltanto il 20 gennaio, 6 giorni dopo, la società armatrice fece scattare l’allarme: il 21 gennaio aerei spagnoli iniziarono le ricerche, seguiti il 23 da portoghesi e francesi. Due aerei e due elicotteri italiani si mossero solo il 26 gennaio. Fu perlustrata un’area molto vasta dal Golfo di Biscaglia a Gibilterra, ma non fu trovata alcuna traccia del relitto.
Molte polemiche seguirono il naufragio, circa la vetustà della nave e quindi la responsabilità del Registro navale italiano nell'averne abilitato la navigazione, quando tre mesi dopo il rapporto del perito svedese Eric Baldall del dicembre 1983 dichiara che si tratta quasi di un rottame. Risulta accertato che la nave varata nel 1962 e riarmata dopo un lungo periodo di disarmo fosse fatiscente. Il cattivo stato di manutenzione delle strutture sarebbe stato una delle concause del naufragio. 
Il processo tenuto davanti al Tribunale di Savona portò nel 1990 alla condanna in primo grado per omicidio plurimo e disastro colposo di uno dei soci della società armatrice della nave, del comandante del porto di Oxelösund, del dirigente della squadra che eseguì le operazioni di carico della nave e di un ispettore del Registro italiano navale che non avrebbe segnalato la presenza di incrinature sullo scafo. Vennero invece assolti per non aver commesso il fatto altri otto imputati. Tuttavia nel 1991 i giudici della seconda sezione della Corte d'appello di Genova assolsero tutti gli imputati.
Da allora i parenti delle vittime chiedono che si faccia chiarezza sulle ragioni dell'affondamento.

## Nel Soroptimist
È stata socia fondatrice del Soroptimist International d'Italia club Viareggio Versilia, costituito il 25 aprile 1981.

## Riconoscimenti
- 2014: Convegno Soroptimist Club Viareggio Versilia su “La figura femminile nella Marina Mercantile e Militare oggi”- Trentennale della scomparsa di Alga Soligo Malfatti Specchi nel naufragio della M/N Tito Campanella.

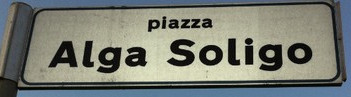
Intitolazione della piazza

- 2010: l’Amministrazione Comunale di Viareggio le intitola una piazza nell’anniversario del conseguimento del diploma di Capitano di Lungo Corso.

- 1984: Il Soroptimist International club Viareggio Versilia istituisce una borsa di studio in sua memoria da assegnare annualmente allo studente dell’Istituto Nautico “Artiglio” di Viareggio che abbia conseguito il miglior risultato all’Esame di maturità.

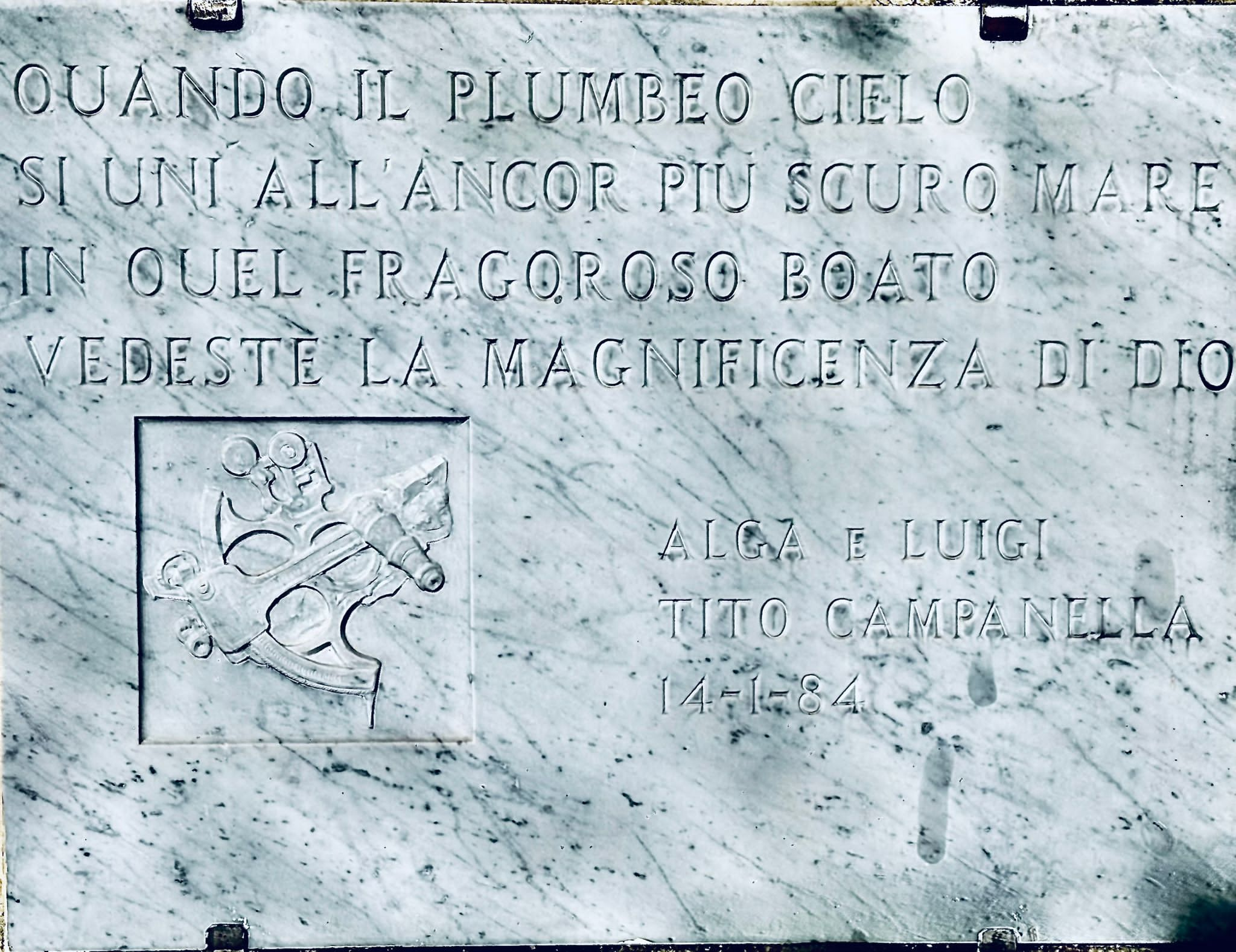
targa commemorativa per Alga Soligo e Luigi Specchi

- targa commemorativa per Alga Soligo e Luigi Specchi 1984: In memoria di Alga e del marito Luigi Specchi viene affissa una targa di marmo sui muri esterni della Chiesina del Porto di Viareggio, in piazzetta Medaglie d’oro di lunga navigazione, con l’incisione:

QUANDO IL PLUMBEO CIELO

SI UNÌ ALL' ANCOR PIÙ SCURO MARE

IN QUEL FRAGOROSO BOATO

VEDESTE LA MAGNIFICCENZA DI DIO

ALGA E LUIGI

TITO CAMPANELLA

14-1-84